# La Donsayna
La Donsayna fue un periódico de carácter satírico y festivo que fue editado en Madrid por Josep Bernat y Baldoví con la colaboración de Josep Maria Bonilla y Pascual Pérez Rodríguez.
La colección está formada por 13 números que aparecieron entre el 1 de diciembre de 1844 y el 23 de febrero de 1845 editados por la imprenta madrileña Sanchiz. El texto está escrito en valenciano de «espardenya», es decir, el valenciano que se habla cotidianamente a la calle, con castellanización de muchas expresiones y el tono satírico e irónico heredado de los coloquios del s. XVIII, y en castellano. Esta dualidad lingüística consiguió que se difundiera con facilidad entre un amplio sector de lectores. Además, el marcado carácter satírico con el cual narraba las diferentes situaciones diarias de la gente de la calle, hizo que la publicación fuera muy bien acogida.
Debido a su aceptación, La Donsayna ha sido muy reeditada ya desde su época. Aparte de la editada el 1844, el 1845 se volvió a editar por la imprenta de Sanchiz, con una caja de texto mayor y más ilustraciones. En 1877 aparece una edición facsímil, aunque con dos páginas más, que no están incluidas en el original. En 1910, el semanario El Sueco distribuye como suplemento una nueva edición sin ilustraciones. En 1934, la imprenta Palacios, publica una edición en rústica, en la cual se incluyen además de las dos páginas finales, aparecidas por primera vez en la edición de 1845, ilustraciones diferentes a las que hasta ahora se habían publicado en ediciones anteriores. En 1972, la editorial Cometa (Valencia) edita un facsímil de la edición de 1845; y el 1992, París-Valencia (Valencia) reedita en facsímil la edición de 1910 del semanario El Sueco.